# دولت‌آباد (دشتی)
دولت‌آباد، روستایی است از توابع بخش کاکی در شهرستان دشتی استان بوشهر ایران.

## جمعیت
این روستا در دهستان چغاپور قرار داشته و بر اساس سرشماری سال ۱۳۸۵ جمعیت آن ۶۰ نفر (۱۳ خانوار) بوده‌است.